# Jenno Topping
Jenno Topping (* in Sagaponack) ist eine US-amerikanische Filmproduzentin.

## Leben
Jenno Topping wurde in Sagaponack geboren. Als Produzentin war sie unter anderem für die Filme Taffe Mädels (2013), Spy – Susan Cooper Undercover (2015) und Die Insel der besonderen Kinder (2016) tätig. Der Film Hidden Figures – Unerkannte Heldinnen wurde im Rahmen der Oscarverleihung 2017 als bester Film nominiert, ebenso Le Mans 66 – Gegen jede Chance drei Jahre später. Ende Juni 2017 wurde Topping ein Mitglied der Academy of Motion Picture Arts and Sciences.
Topping ist mit Chris Moore verheiratet, mit dem sie drei gemeinsame Kinder hat.

## Filmografie (Auswahl)
- 1998: Ich kann’s kaum erwarten! (Can’t Hardly Wait)
- 2000: 28 Tage (28 Days)
- 2002: I Spy
- 2004: Wie überleben wir Weihnachten? (Surviving Christmas)
- 2005: Guess Who – Meine Tochter kriegst du nicht! (Guess Who)
- 2006: Lieben und lassen (Catch and Release)
- 2010: Country Strong
- 2013: Taffe Mädels (The Heat)
- 2014: The Drop – Bargeld (The Drop)
- 2014: St. Vincent
- 2014: Exodus: Götter und Könige (Exodus: Gods and Kings)
- 2015: Spy – Susan Cooper Undercover (Spy)
- 2016: Mike and Dave Need Wedding Dates
- 2016: Die Insel der besonderen Kinder (Miss Peregrine’s Home for Peculiar Children)
- 2016: Hidden Figures – Unerkannte Heldinnen (Hidden Figures)
- 2017: Mädelstrip (Snatched)
- 2017: Zwischen zwei Leben – The Mountain Between Us (The Mountain Between Us)
- 2017: Greatest Showman (The Greatest Showman)
- 2018: Red Sparrow
- 2019: Tolkien
- 2019: Le Mans 66 – Gegen jede Chance (Ford v Ferrari)
- 2019: Spione Undercover – Eine wilde Verwandlung (Spies in Disguise)
- 2020: Underwater – Es ist erwacht (Underwater)
- 2021: Fear Street – Teil 1: 1994 (Fear Street Part One: 1994)
- 2021: Fear Street – Teil 2: 1978 (Fear Street Part Two: 1978)
- 2021: Fear Street – Teil 3: 1666 (Fear Street Part Three: 1666)
- 2022: Schlummerland (Slumberland)
- 2023: Luther: The Fallen Sun
- 2023: Dicks: Das Musical (Dicks: The Musical)
- 2025: Back in Action
- 2025: Fear Street: Prom Queen

## Auszeichnungen
Goldene Himbeere
- 2003: Nominierung für die Schlechteste Neuverfilmung oder Fortsetzung (I Spy)
- 2005: Nominierung für den Schlechtesten Film (Wie überleben wir Weihnachten?)

Oscar
- 2017: Nominierung als Bester Film Hidden Figures – Unerkannte Heldinnen
- 2020: Nominierung als Bester Film (Le Mans 66 – Gegen jede Chance)